# 杨远
杨远（1916年—1993年1月），原名刘千上，男，广东大埔人，中华人民共和国政治人物。

## 生平
1938年加入中国共产党，先后在延安和晋察冀地区工作。
中华人民共和国成立后，杨远历任中共唐山市委宣传部副部长、部长和工业部长、市委书记处书记。1958年后，先后任唐山市工业委员会书记、河北省科学院副院长、唐山市委第一书记、邯郸冶金矿山管理局副局长、河北工学院党委书记、河北省革命委员会副主任。1967年12月文化大革命期间，遭中共领导人、毛泽东亲信陈伯达迫害，被当做国民党和叛徒，与市长白芸划为杨白反党集团，关入农场接受劳动改造。1980年，复任中共唐山市委书记，河北省人民政府副省长。1983年，任唐山市委顾问、河北省顾问委员会常委。中共第十二次全国代表大会代表。1990年12月离休。
1993年1月，杨远病逝于唐山市。